# 雷射科學

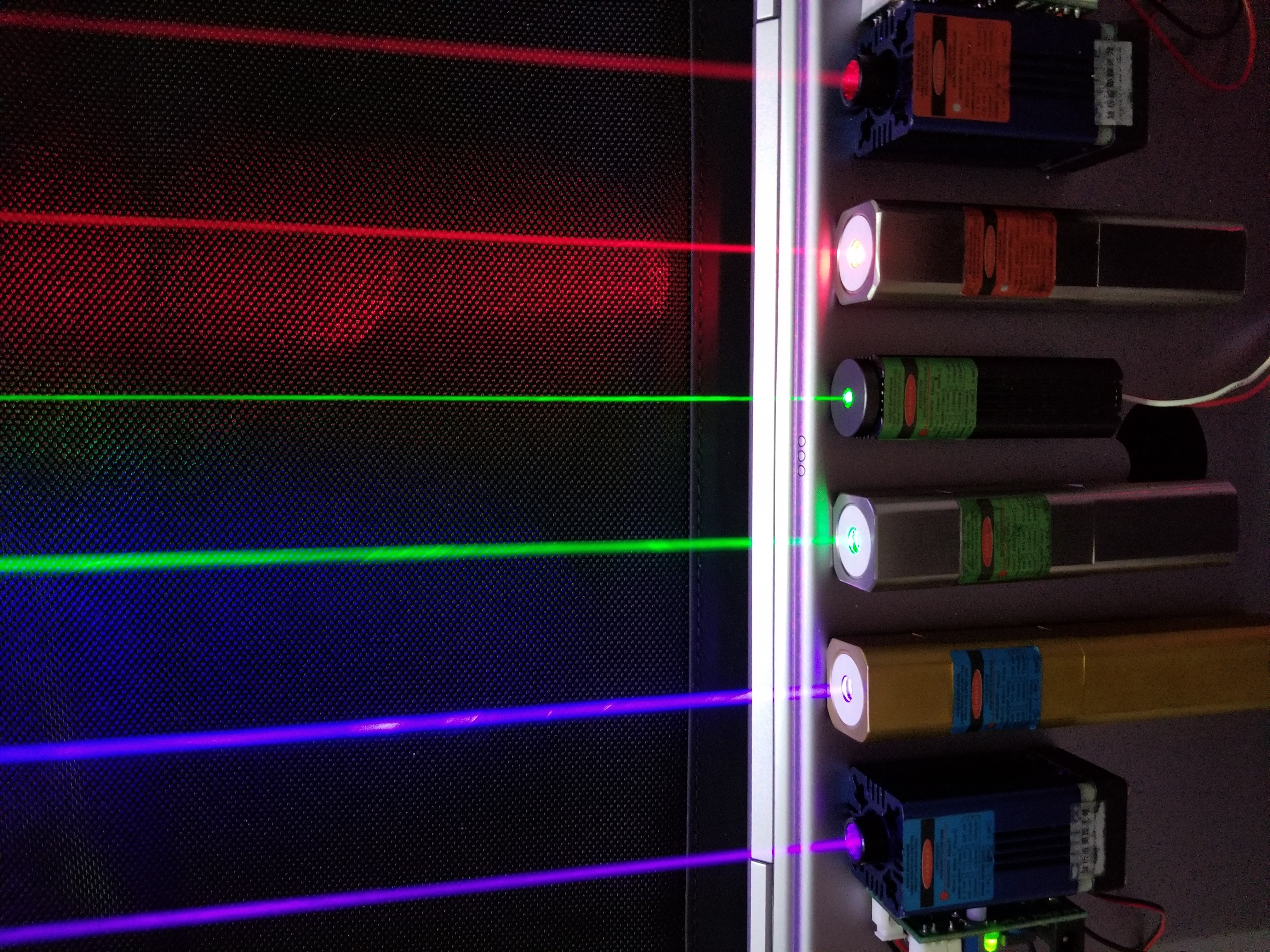
雷射模組 (405-445nm, 520-532nm, 635-660nm)

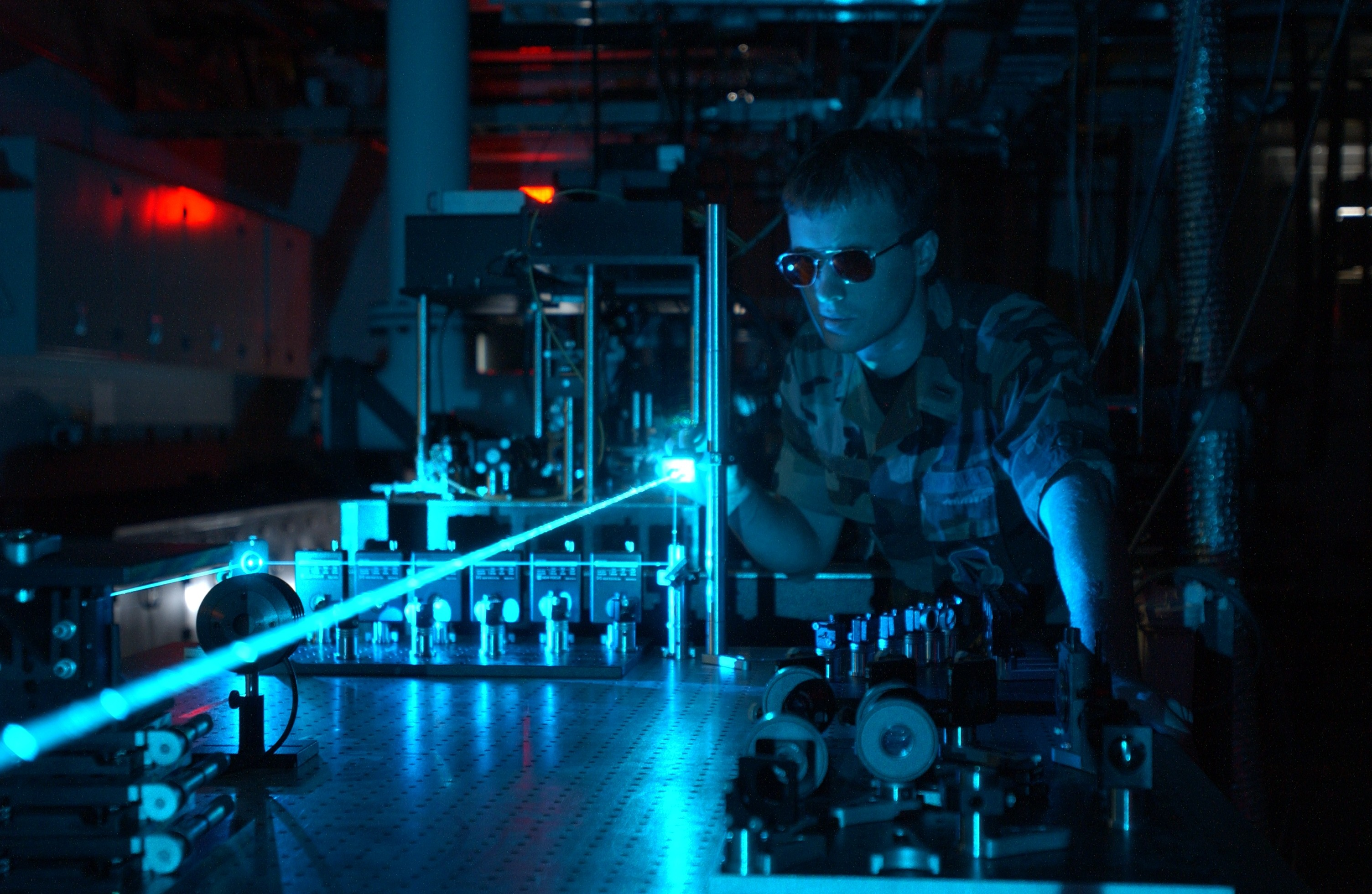
美國空軍進行的雷射實驗

雷射科學（英語：Laser science），一譯激光科學，又稱雷射物理學（laser physics），是光學的分支，以研究雷射的理論與實作方式為主。
雷射科學包括量子電子學、雷射產生、光谐振腔設計、主動激光介質中產生居量反轉的方式、以及在雷射中光場的時空演化等。雷射科學也和雷射光束传播的物理學有關，特別是高斯光束的物理學、雷射應用等，有時也會用到非线性光学及量子光学中的概念。

## 歷史
雷射科學開始的時間要早於雷射的發明。著名物理學家愛因斯坦在1917年發表的論文，為雷射與邁射奠定了理論基礎，該論文是他利用以電磁輻射吸收、自发发射及受激发射的機率係數（愛因斯坦係數）為基礎的公式，重新推導普朗克輻射定律。魯道夫·拉登堡在1928年發表的研究結果，確認了愛因斯坦的理論。1939年In 1939, Valentin A. Fabrikant預測可以用受激发射來放大「短波」。1947年時，威利斯·蘭姆和羅伯特·拉塞福在氫原子光譜中發現了顯著的受激发射，也影響了第一個受激发射的示範。1950年阿尔弗雷德·卡斯特勒（1966年諾貝爾物理獎的得主）提出了光泵激昇的方式，兩年後由卡斯特勒、尚·布魯塞爾、及溫特用實驗來證實上述的想法。
描述微波雷射（邁射）運作原理的理論最早是由巴索夫及普罗霍罗夫在1952年5月的All-Union Conference on Radio Spectroscopy中提出。第一個邁射是由查尔斯·汤斯、詹姆斯·戈登及赫伯特·蔡格爾架設。湯斯和巴索夫和普羅霍羅夫因在受激发射的研究，同獲了1964年的諾貝爾物理學獎。 阿瑟·阿什金，熱拉爾·穆魯，和唐娜·斯特里克蘭於2018年因激光物理領域的突破性發明而獲得諾貝爾物理學獎。
1958年，美国科学家查尔斯·汤斯和阿瑟·肖洛首次提出雷射現象。第一個可用的雷射（脈衝型紅寶石雷射）是由西奥多·梅曼在1960年5月16日於HRL實驗室實現

## 外部連結
- A very detailed tutorial on lasers